# Otompan
Otompan (termine nahuatl per "luogo degli Otomi") o Otumba (versione spagnola) fu un altepetl, ovvero una Città-Stato precolombiana, situato nella parte superiore della Valle del Messico (ora in Messico). Secondo le fonti scritte risalenti al periodo coloniale (XVI e XVII secolo), Otompan fu fondata attorno al 1395, quando Techotlalatzin, re di Texcoco, vi insediò i rifugiati Otomi in fuga dalla conquista di Xaltocan da parte dei Tepanechi di Tezozómoc.